# Michał Ligocki
Michał Ligocki (ur. 31 października 1985 w Cieszynie) – polski snowboardzista, olimpijczyk, zawodnik klubu sportowego AZS-AWF Katowice.

## Kariera
Pierwszy raz na arenie międzynarodowej Michał Ligocki pojawił się 27 grudnia 1998 w zawodach FIS Race w Zakopanem, gdzie zajął 39. miejsce w slalomie równoległym. W 2001 roku wystartował na Mistrzostwach Świata Juniorów w Nassfeld, zajmując 35. miejsce w gigancie oraz 25. miejsce w half-pipe’ie. Najlepszy wynik w tej kategorii wiekowej osiągnął w 2003 roku, podczas Mistrzostw Juniorów w Prato Nevoso, gdzie był ósmy w half-pipe’ie.
W Pucharze Świata zadebiutował 26 października 2002 w Berlinie, zajmując 51. miejsce w Big Air. Pierwsze punkty wywalczył pięć miesięcy później, 8 marca 2003 roku w Serre Chevalier, zajmując 8. miejsce w half-pipe’ie. Najlepsze wyniki w Pucharze Świata osiągnął w sezonie 2009/2010, w którym zajął siódme miejsce w klasyfikacji half-pipe’a. Wtedy też pierwszy raz stanął na podium, jednocześnie odnosząc pierwsze pucharowe zwycięstwo – 14 marca 2010 roku w Valmalenco był najlepszy w half-pipe’ie.
W 2005 roku sportowiec wystąpił na Mistrzostwach Świata w Whistler, gdzie zajął 25. miejsce w Big Air oraz 39. miejsce w half-pipe’ie. Jak dotąd najlepiej wypadł na Mistrzostwach Świata w Kangwŏn, gdzie rywalizację w half-pipe’ie ukończył na 24. pozycji. Startował także na Igrzyskach Olimpijskich w Turynie w 2006 roku, zajmując 29. miejsce. Cztery lata później, podczas Igrzysk Olimpijskich w Vancouver uplasował się na 38. pozycji.
Jego brat Mateusz oraz kuzynka Paulina również uprawiają snowboarding.

## Osiągnięcia

### Igrzyska olimpijskie
| Miejsce | Dzień     | Rok  | Miejscowość | Konkurencja | Zwycięzca           |
| ------- | --------- | ---- | ----------- | ----------- | ------------------- |
| 29.     | 12 lutego | 2006 | Turyn       | Halfpipe    | Shaun White         |
| 38.     | 17 lutego | 2010 | Vancouver   | Halfpipe    | Shaun White         |
| 31.     | 11 lutego | 2014 | Soczi       | Halfpipe    | Iouri Podladtchikov |

### Mistrzostwa Świata
| Miejsce | Dzień       | Rok  | Miejscowość | Konkurencja | Zwycięzca        |
| ------- | ----------- | ---- | ----------- | ----------- | ---------------- |
| 25.     | 21 stycznia | 2005 | Whistler    | Big Air     | Antti Autti      |
| 39.     | 22 stycznia | 2005 | Whistler    | Half-pipe   | Antti Autti      |
| 40.     | 20 stycznia | 2007 | Arosa       | Halfpipe    | Mathieu Crepel   |
| 24.     | 23 stycznia | 2009 | Gangwon     | Halfpipe    | Ryō Aono         |
| 27.     | 20 stycznia | 2011 | La Molina   | Halfpipe    | Nathan Johnstone |

### Puchar Świata

#### Miejsca w klasyfikacji Half-pipe’a
- sezon 2002/2003: 35.
- sezon 2003/2004: 73.
- sezon 2004/2005: 54.
- sezon 2005/2006: 62.
- sezon 2006/2007: 36.
- sezon 2007/2008: 40.
- sezon 2008/2009: 42.
- sezon 2009/2010: 7.
- sezon 2010/2011: 11.
- sezon 2011/2012: 62.

#### Miejsca na podium chronologicznie
1. Valmalenco – 14 marca 2010 – 1. miejsce (Half-pipe)